# Silenciador (armas)

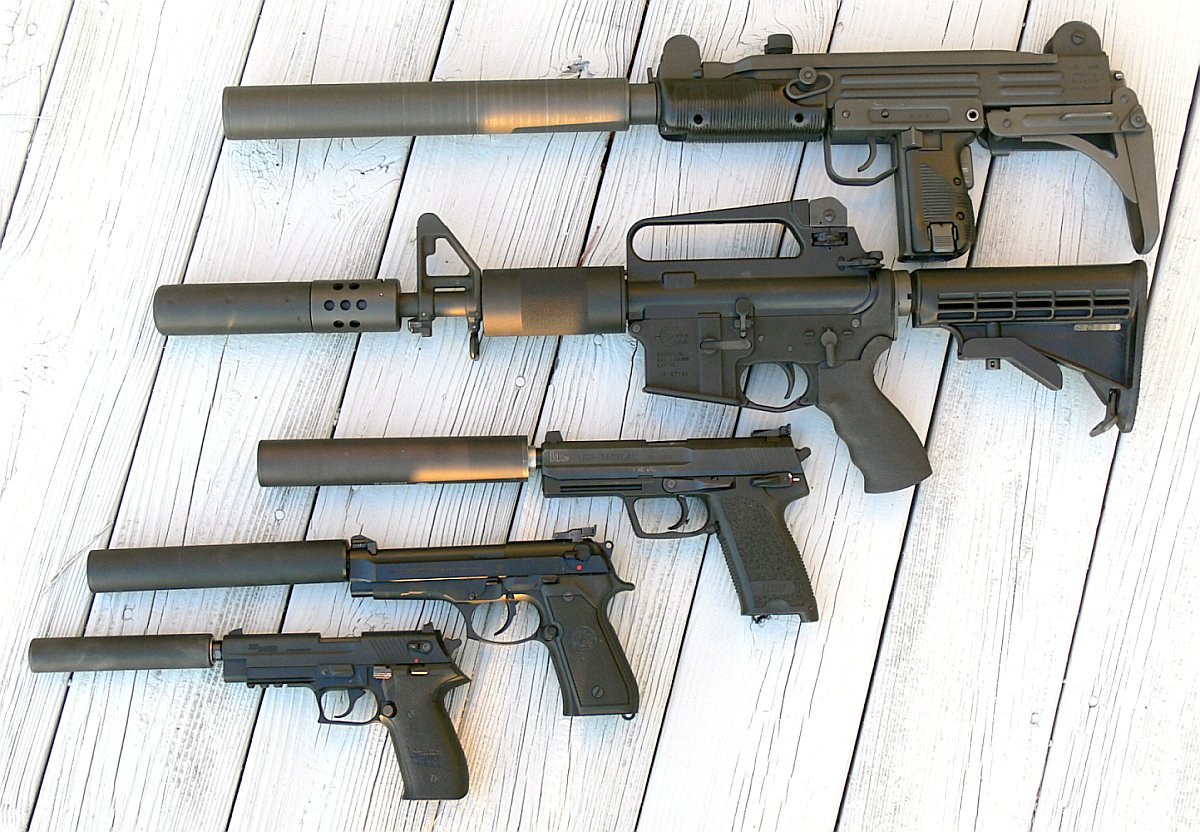
Várias armas de fogo com supressores removíveis, de cima para baixo: um Uzi, um AR-15, um Heckler & Koch USP Tactical, um Beretta 92FS e um SIG Mosquito

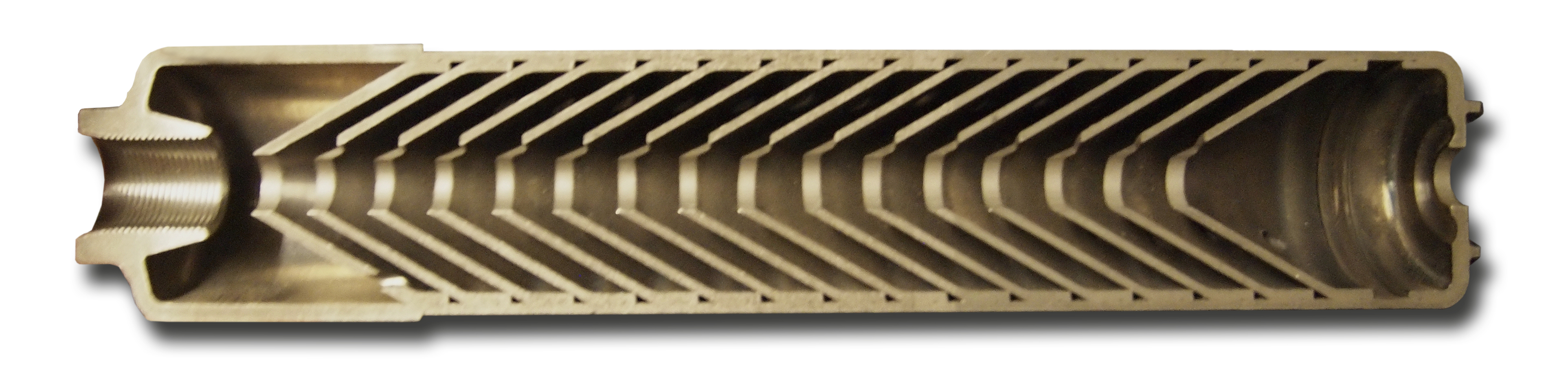
Corte longitudinal de um silenciador.

Silenciador, supressor de ruído ou abafador é um dispositivo que diminui a velocidade com que os gases produzidos pela explosão da pólvora são expelidos do cano da arma, diminuindo, assim, o som do disparo. Embora seja por vezes chamado supressor de ruído, ele não diminui o som mas "espalha" as ondas sonoras, fazendo que não se perceba de onde o disparo foi efetuado.
Trata-se de um cilindro em aço inoxidável ou titânio (fixado na boca do cano da arma) que contém diversas câmaras separadas por abafadores de metal com orifícios em seu centro. Quando o projétil atravessa o silenciador, passa por estes orifícios, por onde os gases entram e se espalham pelas câmaras antes de serem expelidos.
Apesar do nome "silenciador", o som do disparo não é totalmente suprimido, se assemelhando a um barulho de chicote. Porém, existem armas especificas que disparam tranquilizantes, munidas de silenciadores com baixos níveis de ruído. 
Silenciadores não são eficazes em rifles ou revólveres, pois no rifle a velocidade da munição é maior do que a do som, o que por si só já produz grande ruído supersônico, (porém fabricam silenciadores de rifle, na maioria das vezes é para não deixar a evidente explosão no cano da arma). Já no revólver o silenciador não impede a saída dos gases pelo tambor da arma.